# جامعة برلين للتكنولوجيا
جامعة برلين للتكنولوجيا (بالإنجليزية: Berlin Institute of Technology)‏ هي جامعة تقع في مدينة برلين بألمانيا. أُسست عام 1879 ومن أكبر الجامعات التقنية في ألمانيا. من ضمن خريجيه ومدرسيه عشرة حاصلون على جائزة نوبل.

## التاريخ
في 1 أبريل 1879، تأسست "المدرسة التقنية الملكية في برلين" (بالألمانية: Königlich Technische Hochschule zu Berlin) من خلال دمج "أكاديمية التجارة الملكية في برلين" (Königliche Gewerbeakademie zu Berlin) التي تأسست في عام 1827 و"أكاديمية البناء الملكية في برلين" (Königliche Bauakademie zu Berlin) التي تأسست في عام 1799، وهما مؤسستان سابقتان للدولة البروسية.
في عام 1899، كانت "المدرسة التقنية الملكية في برلين" أول معهد بوليتكنيك في ألمانيا يمنح درجات الدكتوراه كدرجة معترف بها لخريجيها، بالإضافة إلى الدبلومات، وذلك بفضل الأستاذ ألويس ريدلر وأدولف سلابي، رئيس جمعية المهندسين الألمان (VDI) وجمعية التقنيات الكهربائية والإلكترونية وتقنيات المعلومات (VDE).
في عام 1916، تم دمج "أكاديمية التعدين الملكية في برلين" التي تأسست منذ فترة طويلة، وهي الأكاديمية البروسية للتعدين التي أنشأها الجيولوجي كارل أبراهام جيرهارد في عام 1770 بناءً على أمر الملك فريدريك الأكبر، في "المدرسة التقنية الملكية في برلين" كـ "قسم التعدين". قبل ذلك، كانت كلية التعدين تحت رعاية جامعة فريدريك ويليام (التي تعرف الآن بجامعة همبولت في برلين) لعدة عقود، قبل أن يتم فصلها مرة أخرى في عام 1860.
بعد انضمام تشارلوتنبورغ إلى برلين الكبرى في عام 1920 وتحول ألمانيا إلى جمهورية فايمار، تم تغيير اسم "المدرسة التقنية الملكية في برلين" إلى "المدرسة التقنية في برلين" (Technische Hochschule zu Berlin) ("TH Berlin"). في عام 1927، تم دمج قسم الجيوديسيا من كلية الزراعة في برلين مع TH Berlin. خلال ثلاثينيات القرن الماضي، كانت إعادة تطوير وتوسيع الحرم الجامعي على "محور الشرق-الغرب" جزءًا من خطط النازيين لمدينة العاصمة العالمية "فيرتهاوبتشتات غارمانيا"، بما في ذلك إنشاء كلية جديدة لتكنولوجيا الدفاع تحت إشراف الجنرال كارل بيكر، والتي تم بناؤها كجزء من المدينة الأكاديمية الكبرى (Hochschulstadt) في غابة غروينوالد المجاورة. ظلت البناءات الهيكلية غير مكتملة بعد اندلاع الحرب العالمية الثانية، وبعد انتحار بيكر في عام 1940، أصبحت مغطاة الآن بتل الأنقاض الكبير في "توفيلسبرغ".
تم تدمير الجزء الشمالي من المبنى الرئيسي للجامعة خلال غارة قصف في نوفمبر 1943. وبسبب القتال في الشوارع في نهاية الحرب العالمية الثانية، تم تعليق العمليات في المدرسة التقنية في برلين اعتبارًا من 20 أبريل 1945. بدأ التخطيط لإعادة فتح المدرسة في 2 يونيو 1945، بمجرد تعيين رئاسة الجامعة المؤقتة بقيادة غوستاف لودفيغ هيرتز وماكس فولمر. وبما أن هيرتز وفولمر بقيا في المنفى في الاتحاد السوفيتي لبعض الوقت، لم يتم إعادة افتتاح الكلية حتى 9 أبريل 1946، تحت اسم "الجامعة التقنية في برلين".
منذ عام 2009، استضافت جامعة برلين التقنية مجتمعين للمعرفة والابتكار (KIC) تم تعيينهما من قبل معهد الابتكار والتكنولوجيا الأوروبي.

## الاسم
السياسة الرسمية للجامعة هي أنه يجب استخدام الاسم الألماني فقط، "الجامعة التقنية في برلين" (TU Berlin)، في الخارج من أجل تعزيز الهوية المؤسسية، وأنه لا يجب ترجمة اسمها إلى الإنجليزية.

## حرم الجامعة
تغطي مساحة 604,000 متر مربع، موزعة على مواقع مختلفة في برلين. ويقع الحرم الجامعي الرئيسي في البلدة من شارلوتنبورج فيلمسدورف . تضم المدارس السبع التابعة للجامعة حوالي 33,933 طالبًا مسجلين في 90 مادة (أكتوبر 2015).
حرم الجونة: أسّس المعهد التقني في برلين حرمًا جامعيًا في مصر للعمل كمكتب ميداني علمي وأكاديمي. تهدف الشراكة غير الربحية بين القطاعين العام والخاص (PPP) إلى تقديم الخدمات التي تقدمها جامعة برلين للتكنولوجيا في الحرم الجامعي في الجونة على البحر الأحمر.
كما تمتلك الجامعة أيضًا حق امتياز في دورة هندسة الإنتاج العالمية التي تدعى «هندسة الإنتاج العالمي والإدارة العالمية» في الجامعة الفيتنامية الألمانية في مدينة هوشي منه.

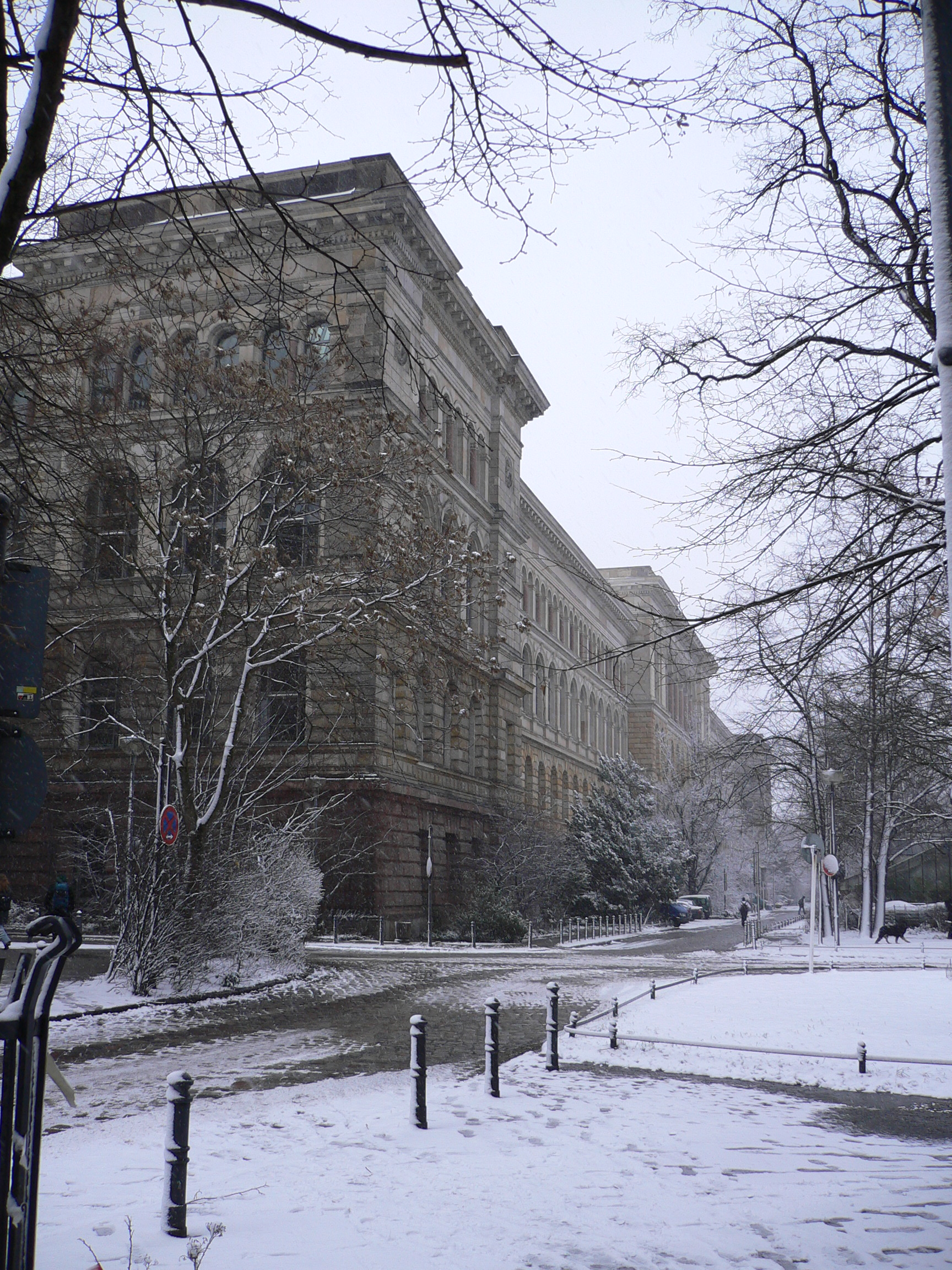
الجانب الجنوبي من البناية الرئيسية (في الشتاء)

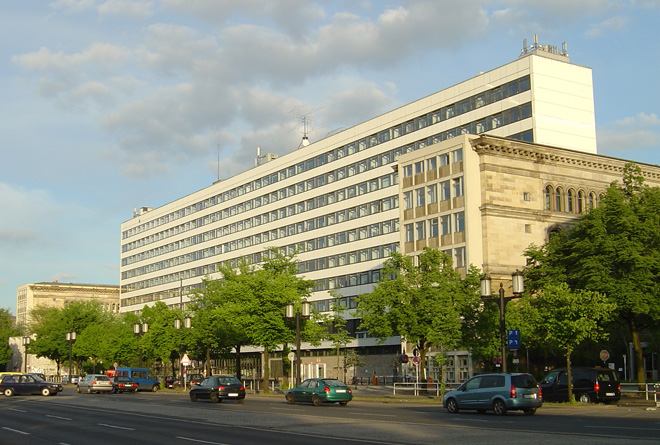
البناية الرئيسية (في الصيف)

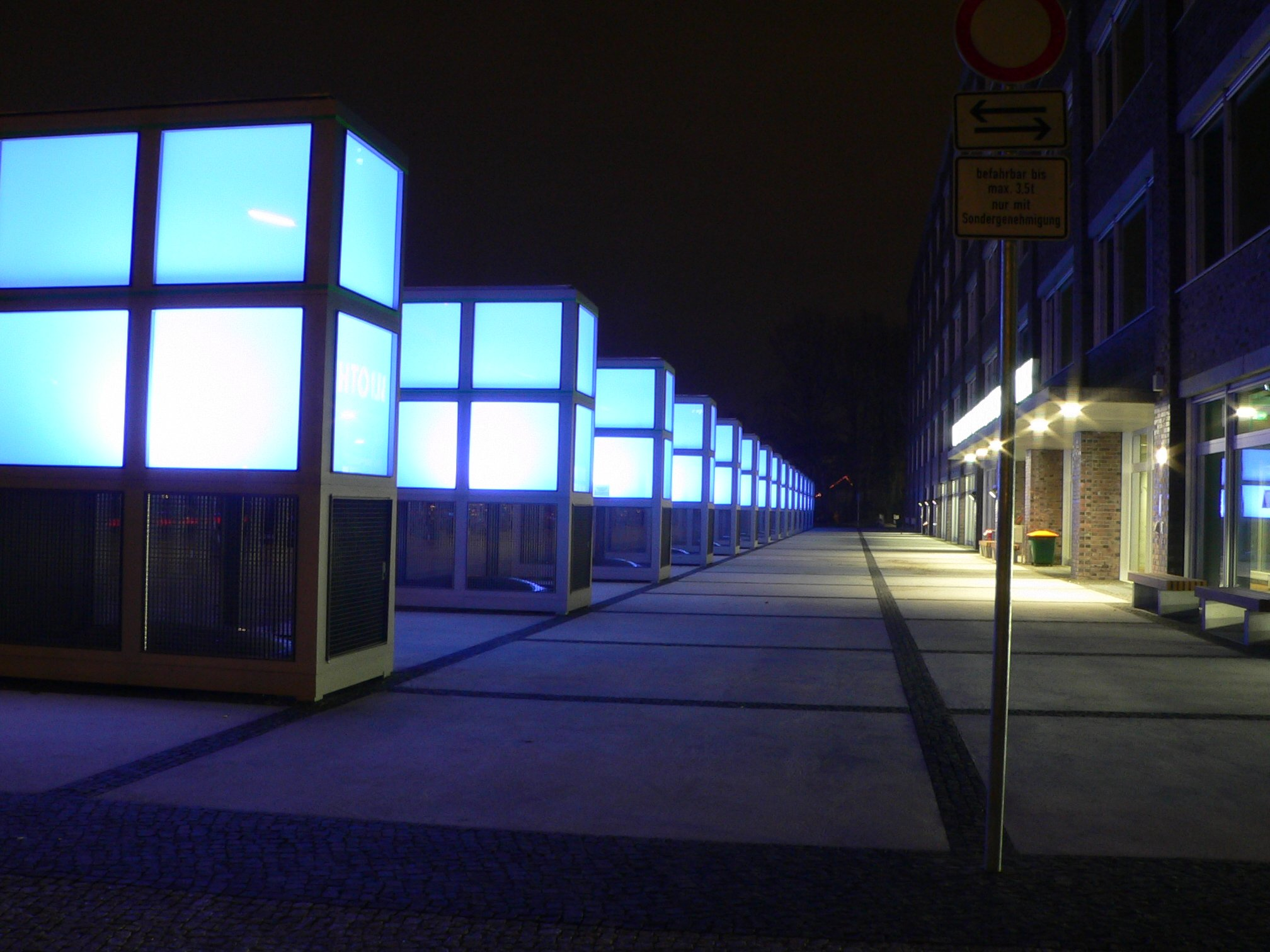
مدخل المكتبة المركزية لجامعة برلين التقنية وجامعة برلين للفنون

## المدرسون والعاملون في الجامعة
اعتبارًا من عام 2015، يعمل في الجامعة 8,455 شخصًا: 338 أستاذًا، و2,598 باحثًا دراسات عليا، و2,131 موظفًا في الإدارة، وورش العمل، والمكتبة، والمرافق المركزية. بالإضافة إلى ذلك، هناك 2,651 مساعدًا طلابيًا و126 متدربًا. تتوفر التنقلات الطلابية الدولية من خلال برنامج إيراسموس أو من خلال شبكة "مدراء الصناعة العليا لأوروبا" (TIME).

## المكتبة
تم افتتاح المكتبة الرئيسية المشتركة الجديدة لجامعة برلين التقنية وجامعة برلين للفنون في عام 2004، وهي تحتوي على حوالي 2.9 مليون مجلد (عام 2007). تم تمويل بناء المكتبة جزئيًا (حوالي 10% من تكاليف البناء) من قبل فولكس فاجن، وهي تحمل الاسم الرسمي "مكتبة الجامعة لجامعة برلين التقنية وجامعة الفنون في برلين (في مبنى فولكس فاجن)".
تم دمج بعض من المكتبات السبعة عشر السابقة لجامعة برلين التقنية وجامعة الفنون المجاورة في المكتبة الجديدة، لكن العديد من الأقسام لا تزال تحتفظ بمكتبات خاصة بها. على وجه الخصوص، تحتفظ كلية "الاقتصاد والإدارة" بمكتبة تحتوي على 340,000 مجلد في المبنى الرئيسي للجامعة/ "المكتبة" - الاقتصاد والإدارة)، بينما تحتفظ "قسم الرياضيات" بمكتبة تحتوي على 60,000 مجلد في مبنى الرياضيات.

## أشهر الخريجين والمدرسين

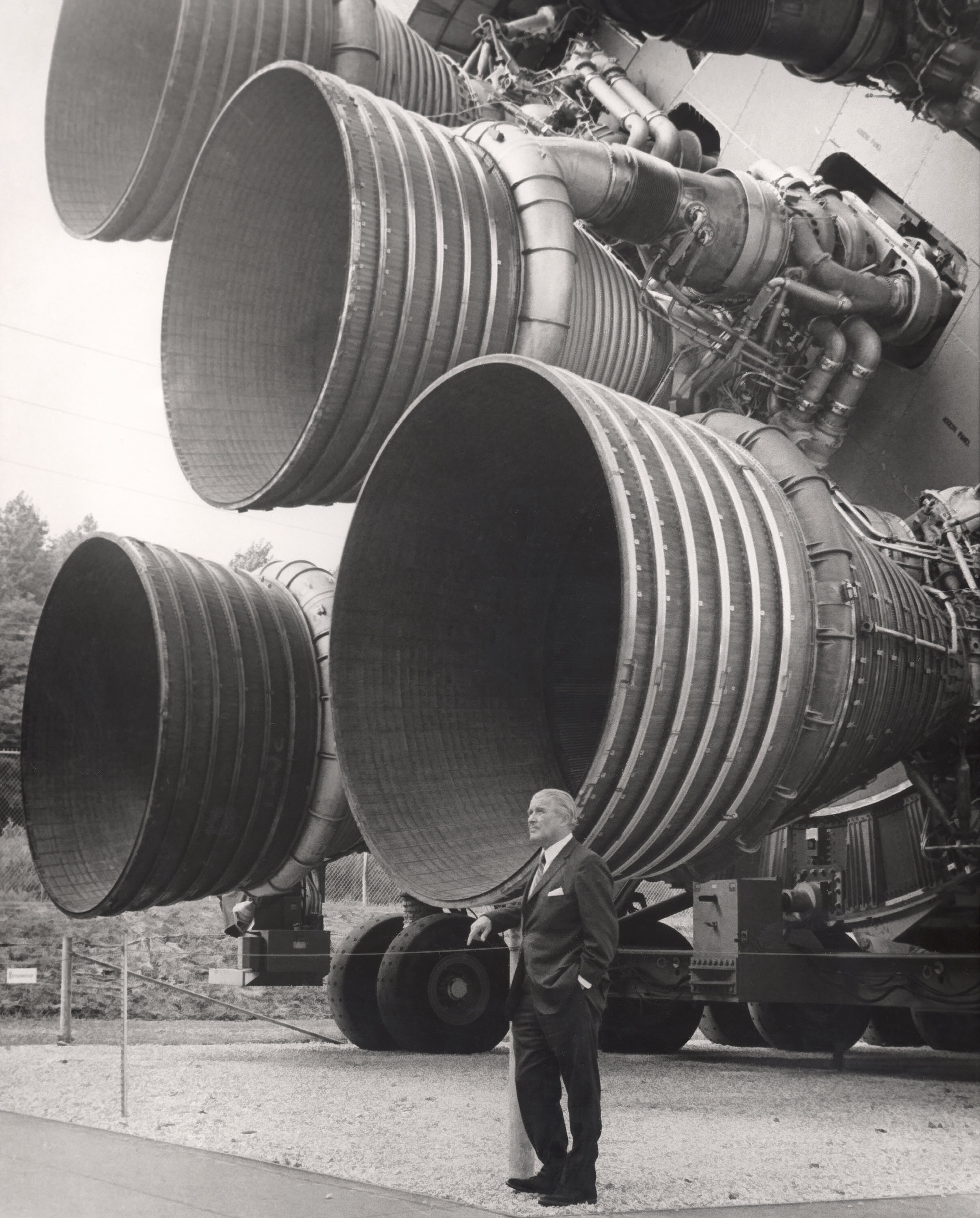
فيرنر فون براون (1912–1977) مهندس تصميم الصواريخ.

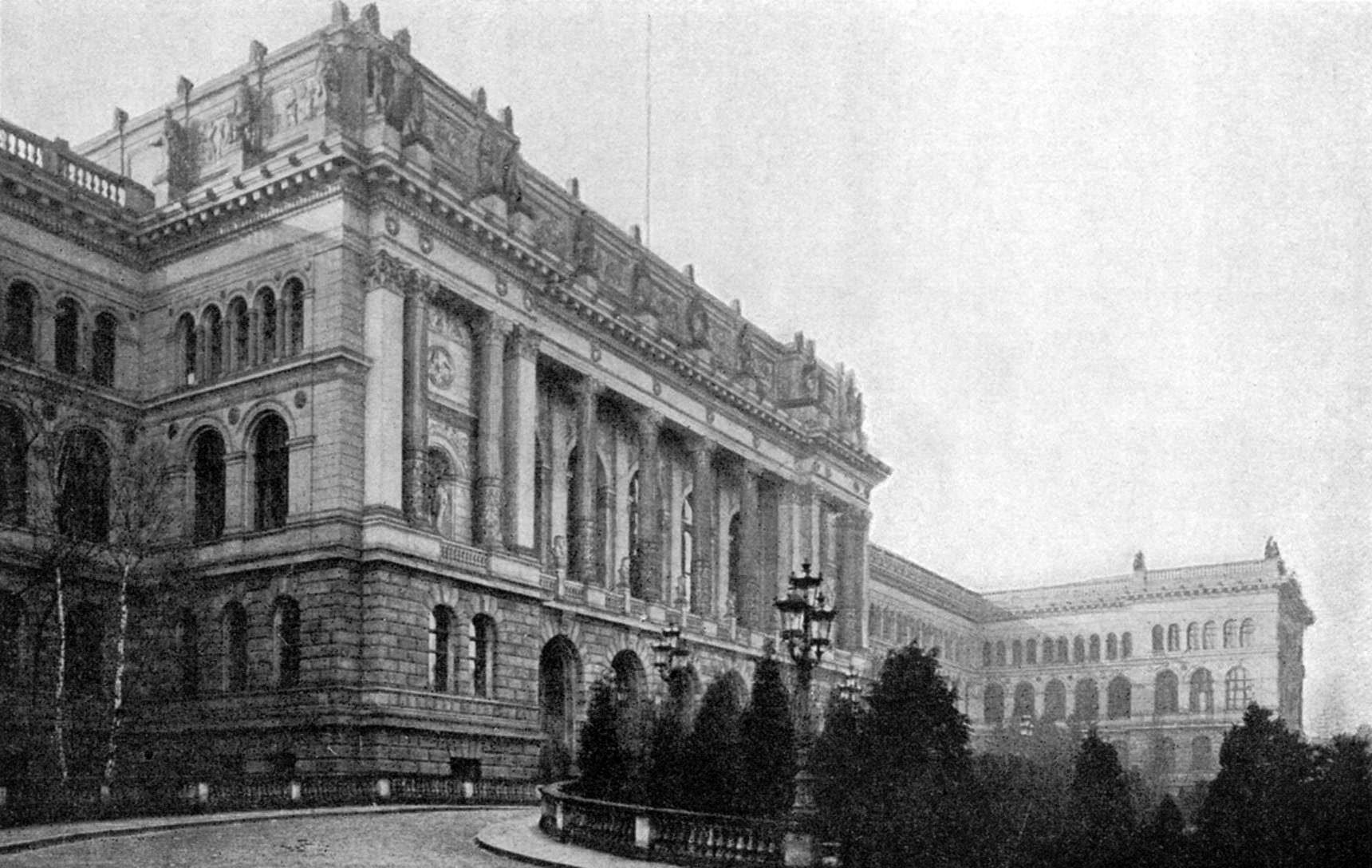
الواجهة الشمالية القديمة للمبنى الرئيسي، والتي تضررت بشكل كبير خلال الحرب العالمية الثانية واستبدلت بواجهة حديثة في الستينيات.

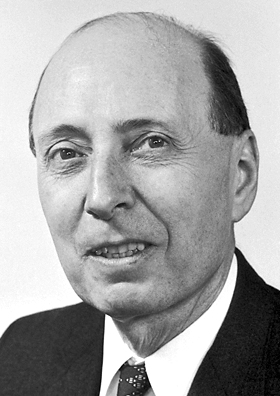
يوجين ويغنر (1902–1995)، الحائز على جائزة نوبل في الفيزياء عام 1963

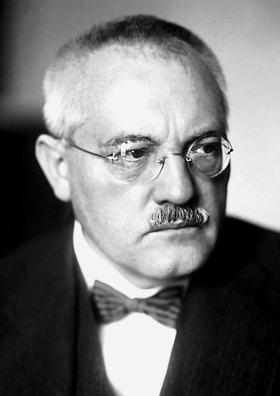
كارل بوش (1874–1940) الحائز على جائزة نوبل في الكيمياء عام 1931

- كارل بوش الحائز على جائزة نوبل في الكمياء عام 1931
- فريتز هابر الحائز على جائزة نوبل في الكمياء عام 1918
- غوستاف هرتس الحائز على جائزة نوبل في الفيزياء عام 1925
- جورج هيفيشي الحائز على جائزة نوبل في الكمياء عام 1943
- فيرنر فون براون قائد برنامج ألمانيا الصاروخي في-2 قبل وخلال الحرب العالمية الثانية
- عبد القادر خان عالم ذرة باكستاني.
- هاينريش كويرنغ، إحاثي ألماني.

## التصنيف
انظر التصنيف الأكاديمي لجامعات العالم.
وفقًا لتصنيفات QS العالمية للجامعات لعام 2025، تم تصنيف جامعة برلين التقنية في المرتبة 147 عالميًا، مما يجعلها الجامعة الثامنة في البلاد. في تصنيفات Times Higher Education العالمية للجامعات لعام 2023، تم تصنيف المؤسسة في المرتبة 136 عالميًا وفي نطاق المرتبة 12-13 على المستوى الوطني. تصنيف الجامعات الأكاديمية العالمية لعام 2023 وضع جامعة برلين التقنية في نطاق 201-300 عالميًا وفي النطاق 10-19 على المستوى الوطني في ألمانيا.

## وصلات خارجية
- (بالألمانية)

```
الموقع الرسمي
```

- (بالإنجليزية) الموقع الرسمي
- (بالألمانية)

```
Homepage of the Student's Council and Government
```

- خريطة الحرم الجامعي